# Rutledge, Alabama
Rutledge là một thị trấn thuộc quận Crenshaw, tiểu bang Alabama, Hoa Kỳ. Dân số năm 2009 là 514 người, mật độ đạt 34 người/km².